# Satu Nou (okręg Bacău)
Satu Nou – wieś w Rumunii, w okręgu Bacău, w gminie Colonești. W 2011 roku liczyła 374 mieszkańców.